# Villaines-les-Rochers
Villaines-les-Rochers település Franciaországban, Indre-et-Loire megyében. Lakosainak száma 1043 fő (2022. január 1.). Villaines-les-Rochers Avon-les-Roches, Cheillé, Neuil és Saché községekkel határos.

## Népesség
A település népessége az elmúlt években az alábbi módon változott:
| Lakosok száma | 836  | 932  | 930  | 922  | 1023 | 1056 | 1067 | 1048 | 1039 | 1043 |
|               | 1968 | 1982 | 1990 | 2006 | 2013 | 2015 | 2017 | 2019 | 2020 | 2022 |